# Otto Paul Hermann Diels
Otto Paul Hermann Diels (Hamburgo, 23 de enero de 1876 - Kiel, 7 de marzo de 1954) fue un químico alemán ganador del Premio Nobel de Química.

## Investigaciones científicas
En el año 1950, fue laureado con el Premio Nobel de Química "por su descubrimiento y desarrollo de la síntesis de dieno".
| Predecesor: William Francis Giauque | Premio Nobel de Química 1950 | Sucesor: Edwin Mattison McMillan Glenn T. Seaborg |

- Datos: Q76616
- Multimedia: Otto Diels / Q76616